# Sortöbe
Sortöbe (kasachisch Сортөбе; russisch Сортобе; dunganisch Щёртюбе Schtschortjube) ist ein Ort im Südosten des Gebietes Schambyl in Kasachstan. Er ist mehrheitlich von Dunganen bewohnt.

## Geografie
Sortöbe befindet sich im Bezirk Qordai im Südosten des Gebietes Schambyl. Es liegt rund 50 Kilometer südöstlich von Qordai und ist etwa 60 Kilometer nordöstlich von der kirgisischen Hauptstadt Bischkek entfernt. Sortöbe liegt am rechten Ufer des Flusses Schu, der auch die Grenze zu Kirgisistan darstellt. das Wasser des Schu wird in der Region zur intensiven Bewässerung in der Landwirtschaft genutzt. Auf der anderen Seite des Flusses liegt die Stadt Tokmok, nördlich von Sortöbe liegt Massantschi und westlich des Ortes liegt Bular Batyr.
Das Klima in Sortöbe ist ein kaltes gemäßigtes Kontinentalklima. Das ganze Jahr über gibt es erheblichen Niederschlag, die durchschnittliche Jahresniederschlagsmenge beträgt 1415 mm. Der trockenste Monat ist der Januar. Im Januar ist der Niederschlag am geringsten, die meisten Niederschläge fallen im Juli. Die Jahresdurchschnittstemperatur liegt bei etwa 9 °C, der Juli ist der wärmste Monat des Jahres, die durchschnittlichen Temperaturen liegen dann bei 21 °C. Der Januar ist mit einer durchschnittlichen Temperatur von −5 °C der kälteste Monat.

## Geschichte
Bis 1999 hieß der Ort Schortobe.

## Bevölkerung
Bei der Volkszählung 1999 wurde für Sortöbe eine Einwohnerzahl von 10.758 Menschen angegeben. Bei der Volkszählung im Jahr 2009 hatte der Ort 14.646 Einwohner. Bei der letzten Volkszählung 2021 lebten 19.458 Menschen in Sortöbe. Die Mehrheit der Bewohner des Dorfes gehören der Volksgruppe der Dunganen an.
| Einwohnerentwicklung               | Einwohnerentwicklung | Einwohnerentwicklung |
| 1999                               | 2009                 | 2021                 |
| ---------------------------------- | -------------------- | -------------------- |
| 10.758                             | 14.646               | 19.458               |
| Anmerkung: Volkszählungsergebnisse |                      |                      |